# Сражение при Уэйнсборо
Сражение при Уэйнсборо (англ. The Battle of Waynesboro) произошло 2 марта 1865 года у городка Уэйнсборо на территории вирджинского округа Огаста, в ходе гражданской войны в США. Отряды генерала Джубала Эрли отступали на юг после неудачной кампании в долине Шенандоа и были настигнуты кавалерией Шеридана и Кастера. Сражение стало последним сражением в карьере генерала Эрли, чьи войска были окончательно разбиты.

## Предыстория
27 февраля 1865 года генерал-майор федеральных войск Филип Шеридан выступил с двумя дивизиями из Винчестера вверх по долине Шенандоа в направлении на Стаутон. Ему было поручено соединиться с армией генерала Уильяма Шермана, который в это время проводил Каролинскую кампанию. 28 февраля Шеридан перешел северный рукав реки Шенандоа, и дивизия бригадного генерала Джорджа Кастера наткнулась на кавалерийский отряд конфедератов генерала Томаса Россера, численностью около 300 человек, которые охраняли переправу через Миддл-Ривер у деревни Монт-Коуфорд.
Завидев федералов, Россер поджёг мост, надеясь остановить их, но кавалеристы Кастера переправились через реку и атаковали фланги Россера, одновременно атаковав мост. Кастеру удалось оттеснить Россера и спасти мост, после чего он направился к Стаутону, где 1 марта соединился с основными силами Шеридана. Однако последний опасаясь действий конфедератов Эрли в своем тылу решил разгромить их, поэтому вместо соединения с войсками генерала Шермана повернул на восток.
2 марта 1865 года кавалерийский отряд Крастера был направлен к городку Уэйнсборо с приказом «уточнить численность расположение и возможные планы врага, и по возможности разрушить железнодорожный мост через Сауз-Ривер». Тем не менее проливные дожди, шедшие поочередно с густой метелью в течение последних нескольких дней окончательно размыв дорогу, сделали её труднопроходимой, что сказалось на передвижении отряда Кастера. В шести милях от Уэйнсборо люди Кастера разгромили несколько пикетов конфедератов, и около 14:00 2 марта 1865 года прибыли в Уэйнсборо, где западнее города застали конфедератов Эрли за «земельными работами».